# Cratere Samintang
Samintang  è un cratere sulla superficie di Venere. È dedicato alla poetessa coreana del XVI secolo Sin Saimdang (신사임당?, 申師任堂?).